# Březnice (ort i Tjeckien, Mellersta Böhmen)
Březnice är en stad i Tjeckien.   Den ligger i regionen Mellersta Böhmen, i den centrala delen av landet, 70 km sydväst om huvudstaden Prag. Březnice ligger 468 meter över havet och antalet invånare är 3 662.
Terrängen runt Březnice är huvudsakligen platt, men västerut är den kuperad. Březnice ligger nere i en dal. Runt Březnice är det ganska glesbefolkat, med 42 invånare per kvadratkilometer. Närmaste större samhälle är Příbram, 15,3 km norr om Březnice. Trakten runt Březnice består till största delen av jordbruksmark.